# Esnàper llarg

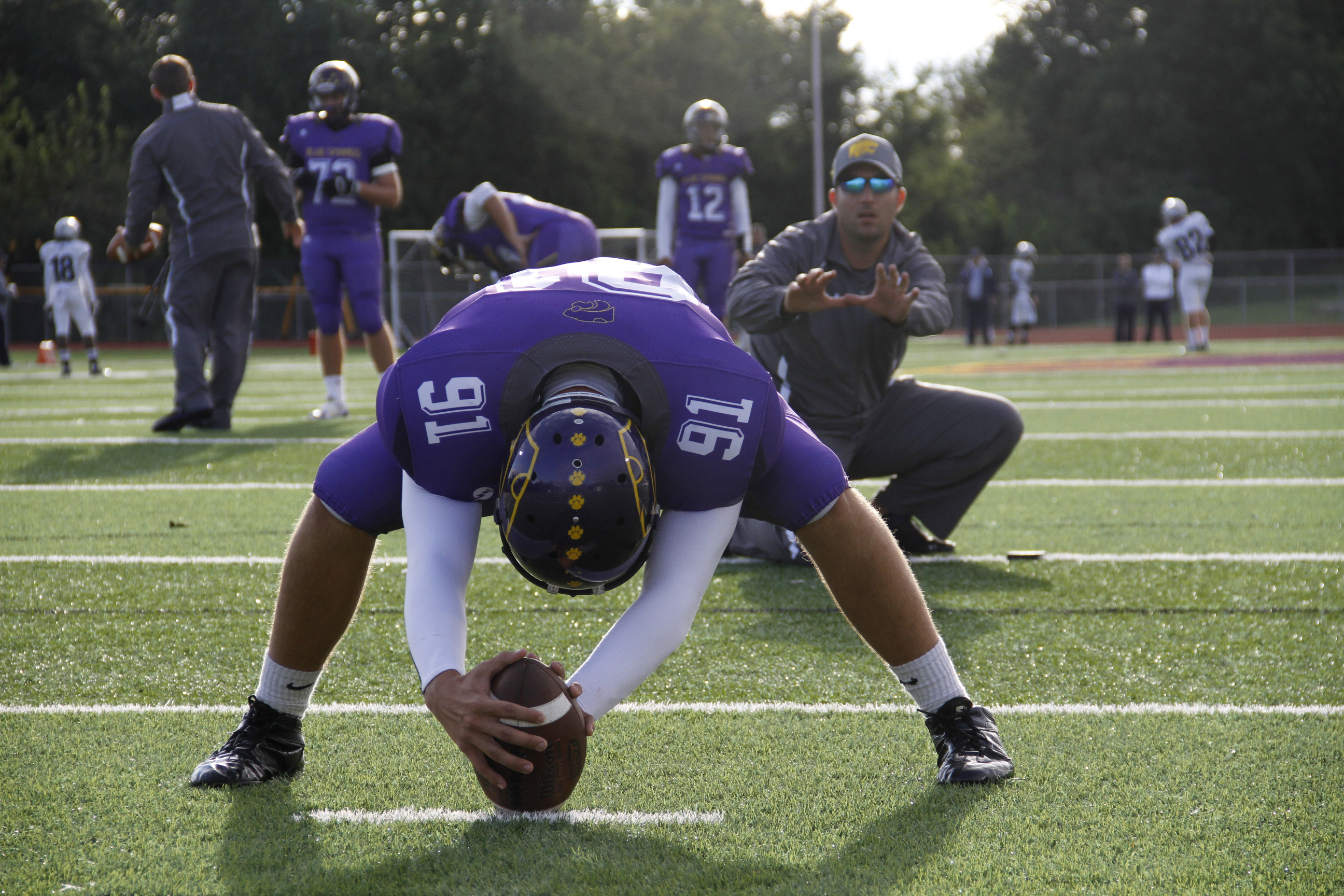
Un esnàper llarg entrenant.

L'esnàper llarg, en anglès long snapper (LS) o deep snapper, és un tipus de jugador especial de futbol americà.
És un central especialitzat en fer els esnaps a més distància. Acostuma a llençar la pilota a unes 15 iardes pel xut d'allunyament, i unes 7 o 8 pels xut a pals i punt addicional.
Quan la jugada és un xut d'allunyament normalment no hi ha col·locador i l'esnàper passa la pilota directament al xutador d'allunyament i desprès col·labora amb la resta de l'equip en fer una bona defensa.
Són jugadors bastant especialitzats, però poc coneguts i valorats per què la seva feina és bastant fosca. Prou vegades fitxen per aquesta posició, però acaben compaginant-la amb alguna altre de la defensa, sobre tot com a suplents.